# Otepää

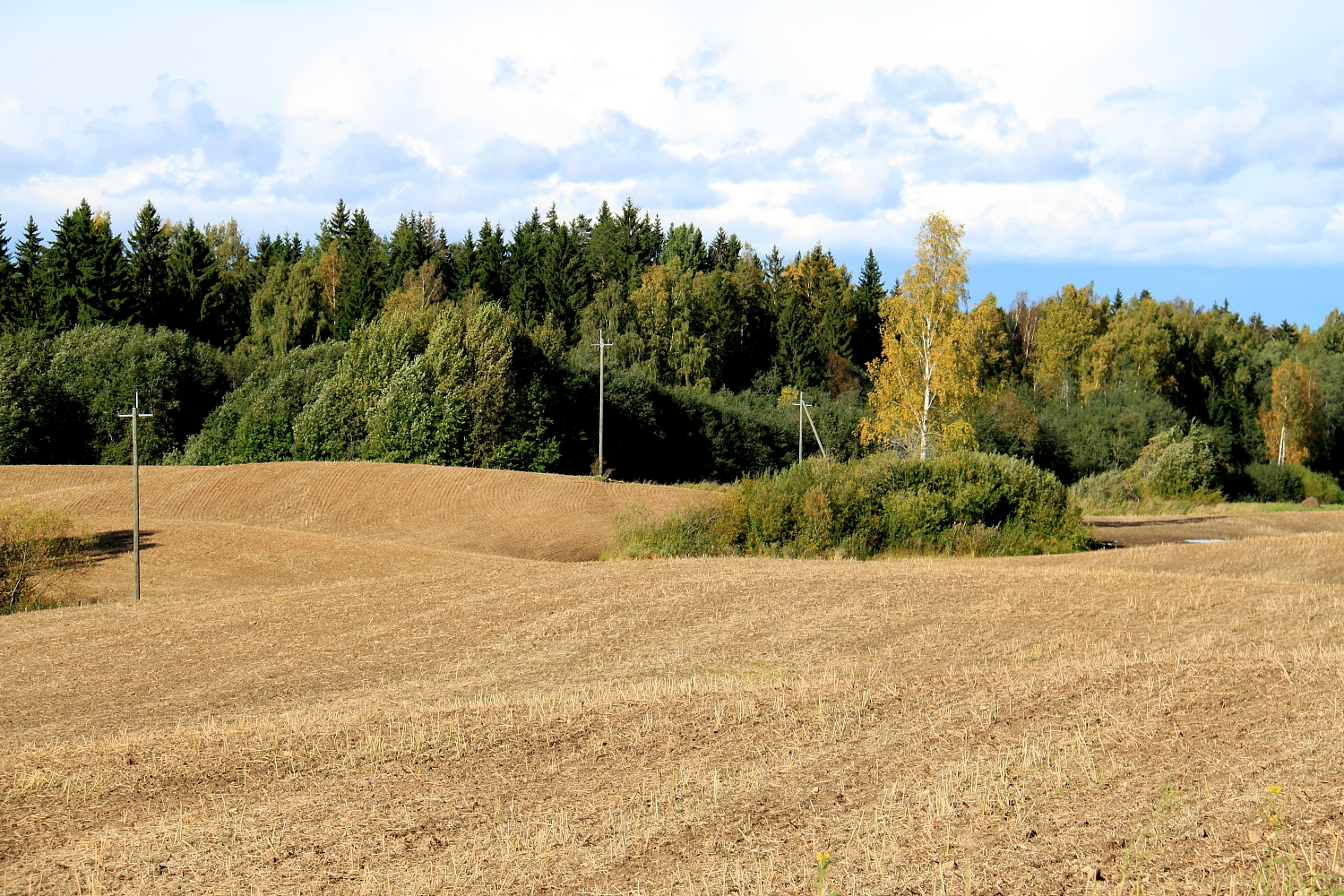
Krajina poblíž Lutike

Otepää („Medvědí hlava“) je pahorkatina nacházející se v jižním Estonsku na rozhraní krajů Valgamaa, Võrumaa, Tartumaa a Põlvamaa.
Pahorkatina zaujímá kompaktní území o celkové rozloze kolem 1200 km², jehož severojižní i západovýchodní poloměr je přibližně 40 km. Centrem území je město Otepää.
| Vrcholy        | Nadmořská výška |
| -------------- | --------------- |
| Kuutsemägi     | 217 m           |
| Kõrgemägi      | 214 m           |
| Tsiatrahvimägi | 213 m           |
| Harimägi       | 212 m           |
| Laanemägi      | 211 m           |
| Tõikamägi      | 210 m           |
| Väike Munamägi | 207,5 m         |
| Tedremägi      | 177,5 m         |